# Hofdag
Een Hofdag of Hoftag (mv. Hoftage) was de naam gegeven aan een informele en onregelmatige vergadering bijeengeroepen door de koning van Duitsland, de keizer van het Heilige Roomse Rijk van de Duitse Natie of een van de prinsen van het Keizerrijk, met geselecteerde belangrijkste prinsen binnen het rijk. De Hoftage waren een eerste vorm van keizerlijke Rijksdagen (Reichstage), hoewel deze eerste bijeenkomsten niet echt vertegenwoordigers van het rijk in het algemeen verzamelden, maar zich eerder beperkten tot besprekingen met een beperktere groep individuele heersers. In feite, verscheen de wettelijke instelling van de Rijksdagen veel later.
Initieel, ten tijde van Karel de Grote werden tot drie Hoftage per jaar georganiseerd. Hofdagen spelen een belangrijke rol in meerdere epische verhalen als Van den vos Reynaerde, Karel ende Elegast en Renaud de Monteban.